# Aston Martin DB4 GT Zagato
El Aston Martin DB4 GT Zagato es un automóvil deportivo del fabricante inglés Aston Martin, en producción desde 1960 hasta 1962. Está basado en el modelo DB4 GT, y su producción solo alcanzó las 20 unidades.

## Origen
A comienzos de los años sesenta los Aston Martin DB4 eran sistemáticamente vencidos por sus rivales italianos de Maranello. El Ferrari 250 GT resultaba imbatible en las competiciones de Gran Turismo tan populares en aquellos años. La respuesta de la marca británica fue el DB4 GT, que con un chasis más corto y un motor más potente estaba situado en mejor posición para enfrentarse a sus rivales, pero estas modificaciones no eran suficientes. El siguiente paso en la evolución del DB4 fue el DB4 GT Zagato, presentado en el salón de Londres de 1960 fue el último esfuerzo de Aston Martin en vencer a los bólidos italianos. Más ligero y potente que el GT se construyó con la idea de ser un coche de calle con el que se pudiese competir sin problemas. El resultado obtenido fue uno de los más recordados deportivos de su época.

## Diseño

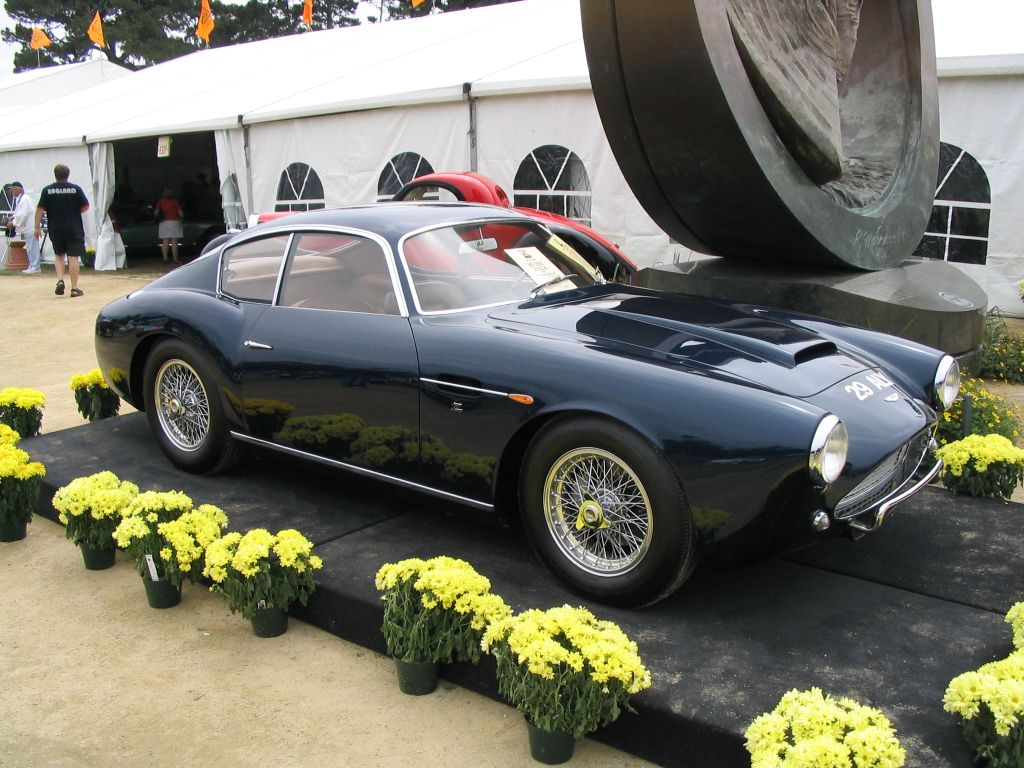
Aston Martin Zagato.

El responsable del rediseño del DB4 fue el joven diseñador (de tan solo 23 años) Ercole Spada, que a las órdenes de Gianni Zagato convirtió un buen deportivo en uno realmente excepcional. Para ello se empleó el sistema de carrocería superleggera que mediante el uso de paneles de aluminio sobre un entramado de tubos de acero permitía rebajar considerablemente el peso del conjunto. La fabricación del DB4 Zagato era compleja, desde Gran Bretaña se enviaba el chasis con todos sus elementos mecánicos a la factoría de Zagato en Milán donde se le acoplaba la carrocería y se terminaba el montaje del mismo.
La carrocería del DB4 Zagato es considerablemente más pequeña y ligera que la original. Aparte de la construcción en aluminio, se eliminaron todos los elementos no esenciales (como los paragolpes), el interior es confortable pero austero, ya que la idea era rebajar el peso al mínimo posible, no construir un automóvil de lujo. El ahorro de peso se eleva a más de cincuenta kilogramos respecto al DB4 GT. La belleza de la carrocería obtenida es un plus adicional.

## Motor
El motor empleado en el DB4 GT Zagato es un seis cilindros en línea, de 3,6 litros de cilindrada, que gracias a los tres carburadores Weber y a una relación de compresión aumentada a 9,7 a 1 es capaz de proporcionar 314 caballos de potencia frente a los 266 caballos que proporcionaba el motor del que procedía, el del DB4 Vantage.

## Chasis
En cuanto al resto de la mecánica, el chasis consiste en una plataforma de acero sobre la que apoya una estructura multitubular, las suspensión delantera es independiente, mientras que la trasera permanece fiel al eje rígido, tal como era habitual en la época. Para los frenos se recurre a unos discos Girling en las cuatro ruedas, una solución bastante avanzada para el año de fabricación. Por último, la caja de cambios es manual de cuatro relaciones.
En 1991 cuatro chasis del DB4 que habían quedado sin usar se enviaron a Zagato para ser carrozados tal y como se hizo treinta años antes. El resultado exteriormente es idéntico a los originales de los años sesenta, aunque se hicieron modificaciones mecánicas para mejorar su manejabilidad. El motor también sufrió modificaciones, aumentándose la cilindrada hasta los 4,2 litros y aumentando la potencia hasta los 352 caballos. Estas cuatro nuevas unidades se vendieron a un precio que superaba el millón de dólares.

## Valoración
La producción del Aston Martin DB4 GT ascendió a casi 100 unidades, de las que 20 recibieron la carrocería Zagato en la que se centra este artículo. Lógicamente estas unidades son las más demandadas y cotizadas, llegándose a pagar cantidades del orden de 2,5 millones de dólares.

## Ficha técnica
- País de origen: Gran Bretaña
- Periodo de fabricación: 1960-1962

### Motor
- Disposición: Delantero longitudinal
- Cilindrada: 3.670 cc.
- Cilindros: 6 en línea
- Diámetro x carrera: 92 × 92 mm.
- Potencia/régimen: 314CV 6.000 rpm
- Par/régimen: 377Nm 5.400 rpm
- Alimentación: 3 Carburadores Weber DCOE 45
- Compresión: 9,7:1
- Distribución: Dos válvulas por cilindro, DOHC
- Combustible: Gasolina

### Transmisión
- Tracción: Trasera
- Caja de cambios: Manual de 4 velocidades

### Bastidor
- Carrocería: Cupé 2 puertas y 2 plazas, en aluminio
- Tipo: Multitubular sobre plataforma de acero
- Suspensión delantera: Independiente
- Suspensión trasera: Eje rígido
- Frenos: Discos Girling delante y detrás

### Dimensiones
- Vías/dist. entre ejes: 1.372(del)-1.359(tras)/2.362 mm
- Peso en vacío: 1.225 kg

### Prestaciones
- 0 a 100 km/h: 6,1 s
- Velocidad máxima: 245 km/h